# Gorjevac
Gorjevac je naselje v občini Bihać, Bosna in Hercegovina. 

## Deli naselja
Gorjevac.

## Prebivalstvo
| Pregled števila prebivalcev po letih | Pregled števila prebivalcev po letih | Pregled števila prebivalcev po letih | Pregled števila prebivalcev po letih | Pregled števila prebivalcev po letih | Pregled števila prebivalcev po letih |
| ------------------------------------ | ------------------------------------ | ------------------------------------ | ------------------------------------ | ------------------------------------ | ------------------------------------ |
| 1948                                 | 1953                                 | 1961                                 | 1971                                 | 1981                                 | 1991                                 |
| -                                    | -                                    | -                                    | 169                                  | 135                                  | 103                                  |

| Narodna sestava prebivalstva po letih                                                                                      | Narodna sestava prebivalstva po letih                                                                                      | Narodna sestava prebivalstva po letih                                                                                      |
| --- | --- | --- |
| 1971 | 1981 | 1991 |
| . skupaj: 169 Srbi 159 (94,08 %) Hrvati 6 (3,55 %) Muslimani 0 (0,00 %) Jugoslovani 3 (1,77 %) drugi in neznano 1 (0,59 %) | . skupaj: 135 Srbi 130 (96,29 %) Hrvati 3 (2,22 %) Muslimani 0 (0,00 %) Jugoslovani 2 (1,48 %) drugi in neznano 0 (0,00 %) | . skupaj: 103 Srbi 102 (99,02 %) Hrvati 0 (0,00 %) Muslimani 0 (0,00 %) Jugoslovani 1 (0,97 %) drugi in neznano 0 (0,00 %) |